# 朴廷桓

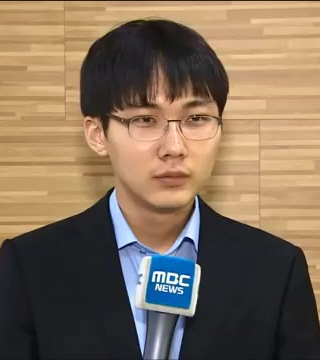

朴 廷桓（パク・ジョンファン、박정환、ぼく ていかん、1993年1月11日 - ）は、韓国の囲碁棋士。九段。ソウル市出身、韓国棋院所属、権甲龍七段門下、沖岩高等学校出身。世界囲碁選手権富士通杯優勝、圓益杯十段戦2連覇など。2013年12月から2018年8月まで韓国囲碁棋士ランキング連続1位。

## 経歴
6歳で囲碁を覚え、小学4年の時に権甲龍囲碁道場に入る。2004年世界青少年囲碁選手権大会少年の部優勝。2005年入段。2007年、韓国囲碁リーグ初出場（ワールド建設）、棋聖戦ベスト8進出、囲碁マスターズ戦神戦で棋戦初優勝、二段。2008年、三星火災杯世界オープン戦初出場、三段。2009年、圓益杯十段戦決勝で白洪淅を2-0で破って優勝し四段昇段。同年バッカス杯天元戦でも優勝し、五段昇段、囲碁大賞新鋭棋士賞受賞。2010年、十段戦決勝で李昌鎬を2-1で破り2連覇、七段昇段。
2010年八段。同年アジア競技大会の男女ペア碁（李瑟娥とペア）と男子団体戦で金メダル獲得。これにより九段昇段し、17歳11か月で九段最年少記録を作り、国民体育振興公団より終身年金受領、また兵役免除となる。2011年に世界囲碁選手権富士通杯で優勝。2012年に応昌期杯決勝で范廷鈺に1-3で敗れ準優勝。KBS杯では2011年から3連覇。2013年囲碁大賞最優秀棋士賞。2016年、韓国プロ棋士賞金ランキングで2位になった（5億8300万ウォン）。
2018年、第3回Mlily夢百合杯世界囲碁オープン戦決勝で朴永訓九段を3-0で破り優勝。同年囲碁電王戦FINALに出場し、DeepZenGoと対戦。 2019年春蘭杯世界囲碁選手権戦優勝。
韓国囲碁リーグでは2013年に最多賞（12勝）、2014-16年には3年連続MVP。2017年10月16日、韓国囲碁リーグで囲碁リーグ最年少で通算100勝を達成（24才9ヶ月）。達成時戦績は100勝40敗で71.4%の勝率で、2年前の李世乭九段の73%に次ぐ成績。
韓国棋士ランキングでは2007年に25位、2010年2位、2012年6月に李世乭に代わって初の1位となり、2013年12月から2018年10月まで59ヶ月連続1位。2012年からは中国甲級リーグにも出場。
2020年農心杯は新型コロナの影響でリモート対局で行われたが、第12戦の范廷鈺戦で朴のパソコンの不具合発生により中断、打ち直しとなり、再戦にて勝利、その後最終戦で柯潔に敗れた。

## タイトル歴
国際棋戦
- 中韓天元対抗戦 2010年 2-1 陳耀燁、2014年 2-0 陳耀燁
- 世界囲碁選手権富士通杯 2011年
- LG杯世界棋王戦 2015年
- ワールド碁チャンピオンシップ 2017、18、19年
- CCTV賀歳杯囲棋戦 2018、19、20年
- Mlily夢百合杯世界囲碁オープン戦 2018年
- 国手山脈杯世界囲碁最強戦個人戦 2018年
- 春蘭杯世界囲碁選手権戦 2019年
- 三星火災杯世界囲碁マスターズ 2021年

国内棋戦
- 囲碁マスターズ戦神戦 2008年
- 圓益杯十段戦 2009-10年
- バッカス杯天元戦 2009、14年
- KBS杯バドゥク王戦 2011-13、16、18年
- GSカルテックス杯プロ棋戦 2011年
- マキシムコーヒー杯入神連勝最強戦 2012-13、17、22年
- 物価情報杯プロ棋戦 2013年
- 名人戦 2014年、24年
- 国手戦 2015-16年
- クラウン・ヘテ杯 2018年
- 囲碁TV杯マスターズ 2019年
- 竜星戦 2019年
- 牛膝鳳爪韓国棋院選手権戦 2022年

### その他の棋歴
国際棋戦
- 応昌期杯世界プロ囲碁選手権戦 準優勝 2012、16年
- テレビ囲碁アジア選手権戦 準優勝 2013、15年
- BCカード杯世界囲碁選手権 ベスト4 2010年（○金日煥、○柁嘉熹、○牛雨田、×常昊）、2011年
- 三星火災杯世界オープン戦
  - ベスト4 2010年（○崔哲瀚、○元晟溱、×許映皓）、2012年（×李欽誠、○周賀璽、○崔精、○鍾文靖、○元晟溱、0-2古力）、2014年
  - ベスト8 2015年、2016年、2017年、2018年、2022年
  - ベスト16 2007年 （○河野臨、×李世乭）
- 百霊愛透杯世界囲碁オープン戦 ベスト4 2014年、ベスト8 2016年
- LG杯世界棋王戦 準優勝 2020年、ベスト4 2016年、ベスト8 2018年、2021年
- 天府杯世界囲碁プロ選手権戦 ベスト4 2018年
- 鳳凰古城世界囲棋嶺鋒対決 2013年 ×陳耀燁、2018年 ×柯潔
- ペア碁ワールドカップ
  - 2016年第3位（崔精とペア）
  - 2017年挑戦者（崔精とペア）
  - 2018年優勝（崔精とペア）
  - 2019年優勝（崔精とペア）
- アジア競技大会 2010年 男女ペア碁・男子団体戦優勝
- スポーツアコードワールドマインドゲームズ 2011年男子団体戦準優勝、2013年男子団体戦優勝
- 招商地産杯中韓囲棋団体対抗戦
  - 2011年 1-1（○江維傑、×謝赫）
  - 2012年 1-1（○孔傑、×時越）
  - 2013年 1-1（×檀嘯、○陳耀燁）
  - 2014年 2-0（○周睿羊、○時越）
- 農心辛ラーメン杯世界囲碁最強戦
  - 2013年 2-0（○謝赫、○江維傑）
  - 2014年 2-1（○檀嘯、○周睿羊、×時越）
  - 2015年 1-1（○王檄、×井山裕太）
  - 2016年 0-1（×古力）
  - 2017年 2-1（○范廷鈺、○井山裕太、×范蘊若）
  - 2018年 出番なし
  - 2018-19年 2-1（○范廷鈺、○井山裕太、×党毅飛）
  - 2019-20年 4-1（○井山裕太、○羋昱廷、○范廷鈺、○謝爾豪、×柯潔）
  - 2020-21 出番なし
  - 2021-22 1-1（○許家元、×范廷鈺）
  - 2022-23 2-1（○井山裕太、○柯潔、×辜梓豪）
- 珠鋼杯世界囲碁団体選手権・金竜城杯世界囲碁団体選手権 2013年男子団体戦優勝、2016年男子団体戦優勝
- 国手山脈杯国際囲棋戦
  - 2014年 2-1（1-1 陳耀燁、○檀嘯）、2015年 3-0（○羋昱廷、○柁嘉熹、○范廷鈺）
  - 2016年 優勝（2-0、○富士田明彦、○范廷鈺）
  - 2017年 準優勝
  - 2022年世界プロ最強戦 ベスト4
- IMSAエリートマインドゲームズ・世界マスターズ選手権戦
  - 2016年 男子団体戦優勝、男女ペア戦優勝（崔精とペア）
  - 2017年 男子団体戦優勝、男子個人戦準優勝
  - 2019年 男子団体戦準優勝

国内棋戦
- SKガス杯新鋭プロ十傑戦 準優勝 2008年
- KBS杯バドゥク王戦 準優勝 2014、15、19、21、22年
- マキシムコーヒー杯入神連勝最強戦 準優勝 2014年
- 名人戦 準優勝 2016年
- 竜星戦 準優勝 2020、21年
- ソパルコサノル最高棋士決定戦 準優勝 2020年、挑戦者 2021年
- YK建機杯 準優勝 2022年
- 韓国囲碁リーグ
  - 2007年（ワールド建設）3-5
  - 2008年（ワールド建設）7-6
  - 2009年（KiXX）7-5
  - 2010年（KiXX）11-4
  - 2011年（KiXX）6-7
  - 2012年（正官庄）13-3
  - 2013年（正官庄）12-1
  - 2014年（Tブロード）11-2、MVP
  - 2015年（Tブロード）MVP
  - 2016年（Tブロード）8-2（ポストシーズン 6-0）MVP
  - 2017年（華城市コリー）12-1
  - 2018年（華城市コリー）11-2
  - 2019-20年（華城市コリー）13-3
  - 2020-21年（秀麗陜川）10-4
  - 2021-22年（秀麗陜川）11-5
  - 2022-23年（秀麗陜川）16-6
- 2021電子ランドライバル対戦 0-2（×元晟溱、×申眞諝）
- 2022-2023ハナ銀行MZ囲碁スーパーマッチ 0-1（×申眞諝）

中国の棋戦
- 蘇州新城石湖公館杯王中王争覇戦 2013年3位（×范廷鈺、○卞相壹）、2015年 ×范廷鈺
- 中国囲棋甲級リーグ戦
  - 2012年（大連上方）11-5
  - 2013年（大連上方）13-4
  - 2014年（大連上方、優勝）11-2
  - 2015年（蘇泊爾杭州、優勝）11-3
  - 2016年（蘇泊爾杭州、優勝）11-4
  - 2017年（蘇泊爾杭州）9-4
  - 2018年（蘇泊爾杭州）5-8
  - 2019年（成都懿錦控股）10-5
  - 2020年（成都懿錦控股）14-1
  - 2021年（成都農商銀行）12-3
  - 2022年（深圳龍華）9-6

韓国棋院囲碁大賞
- 2009年 新鋭棋士賞
- 2011年 連勝賞
- 2012年 最多勝、勝率賞、連勝賞
- 2013年 最優秀棋士賞、最多勝、勝率賞
- 2014年 最多勝、勝率賞、連勝賞
- 2015年 最優秀棋士賞、最多勝、勝率賞、連勝賞
- 2016年 最優秀棋士賞、最多勝、連勝賞
- 2017年 最優秀棋士賞、最多勝、勝率賞、連勝賞